# Gemeinschaft des Blutes Christi
Die Gemeinschaft des Blutes Christi (lateinisch: Unio Sanguis Christi, Abkürzung: USC) ist eine römisch-katholische Vereinigung von Gläubigen. Sie wurde 1808 in Rom gegründet und 1988 vom Päpstlichen Rat für die Laien kirchenrechtlich anerkannt. Ihr gehören weltweit ungefähr 11.000 Mitglieder in fünf Ländern an.

## Geschichte
Unter dem Namen „Pia Assoziazione in onore del Preziosissimo Sangue“ (deutsch: Vereinigung zu Ehren des Kostbaren Blutes) wurde die Gemeinschaft am 8. Dezember 1808 vom Kanoniker Francesco Albertini in der Basilika San Nicola in Carcere in Rom gegründet. Papst Pius VII. ließ den Verein durch den Kardinalvikar am 27. Februar 1809 kanonisch errichten, beschenkte ihn durch Breve vom 22. September 1815 mit vielen Ablässen und erhob ihn durch ein weiteres Breve vom 26. September desselben Jahres zur Erzbruderschaft.
Die Erzbruderschaft fand bei Ordensleuten und Priestern großer Zuneigung, zu ihnen zählte auch Gaspare del Bufalo, er wurde ein bedeutender Förderer der geistlichen Gemeinschaft.  Gaspare gründete 1815 die Kongregation der Missionare vom Kostbaren Blut, deren ersten Mitglieder aus der Erzbruderschaft stammten. Im Jahre 1851 etablierte Papst Pius IX. (1846–1878) eine selbständige Vereinigung und übergab dem Generalmoderator der Missionare vom Kostbaren Blut die Leitung. Gleichzeitig wurde der Hauptsitz an das Generalhaus der Missionare verlegt. Einhundert Jahre später, im Jahre 1951, bestätigte Papst Pius XII. (1939–1958) die Führungsstruktur und die Satzung der Geistlichen Gemeinschaft. Nach dem Zweiten Vatikanischen Konzil (1962–1965) wurden die Statuten nochmals überarbeitet und am 24. Mai 1988 unterzeichnete der Päpstliche Rat für die Laien das Dekret zur Anerkennung als eine universalkirchliche Vereinigung von Gläubigen päpstlichen Rechts.

## Selbstverständnis
Die Vereinigung ist eine im Sinne von Gaspare del Bufalo gewachsene familiäre Vereinigung. Sie will den Geist des „Blutes Christi“ weltweit verbreiten und lässt sich vom Worte der Heiligen Schrift leiten. Ihre Lebensregel leitet die Gemeinschaft vom Johannesevangelium ab, dort heißt es: „Es gibt keine größere Liebe, als wenn einer sein Leben für seine Freunde hingibt“ (15,13 ). Zur Verwirklichung dieses Anspruches gehört es, dass man aktiv am Leben der Gemeinschaft teilnimmt, intensiv das Wort Gottes vernimmt und oft die Sakramente der Buße und Eucharistie empfängt. Die Mitglieder sollen aktiv an der öffentlichen kirchlichen Kultur teilnehmen und besonders die Liturgie des Stundengebetes fördern. Die USC soll sich für eine Sozialordnung der Gerechtigkeit und des Friedens unter den Völkern einsetzen. Sie soll sich weiterhin an Initiativen der Kirche und der Gesellschaft zugunsten des Lebens und der Würde der menschlichen Person beteiligen.

## Organisation
Mitglieder der USC können als Einzelmitglieder (Laien, Ordensleute und Prieser) aufgenommen werden. Weitere Mitgliedschaften können von Ordensgemeinschaften, Vereinigungen und Bruderschaften wahrgenommen werden. Die zentrale Leitung liegt in den Händen der Missionare des Kostbaren Blutes, deren Generalsuperior auch der Zentraldirektor der Vereinigung ist. Ihm zur Seite steht ein Rat, der die Geschicke der Vereinigung fördert und die Verbindung zur Ordensgemeinschaft verwirklicht. Auf den lokalen und regionalen Ebenen koordinieren Lokaldirektoren und Regionaldirektoren die Arbeit. Die USC zählt 10.800 Mitglieder, die sich weltweit auf Europa, Nordamerika und Südamerika verteilen. Ihren Hauptsitz hat sie in Rom.